# Ист-Дарт
Ист-Дарт (англ. East Dart) — река на вересковых пустошах Дартмура в графстве Девон, Юго-Западной Англии. Один из двух главных притоков реки Дарт. Исток располагается к западу от холма Уайтхорс-Хилл и немного южнее Кранмирского бассейна. Река течёт в южном направлении, а затем в юго-западном около 9 км до селения Постбридж. Далее продолжает течь на юг мимо селения Бэлвер в Дартмит, где соединяется с Уэст-Дартом формируя Дарт.
Длина реки — 16,3 км. Высота устья — 210 м над уровнем моря. Высота истока — 510 м над уровнем моря. Уклон реки — 18,4 м/км.
Немногим выше Постбриджа по течению река на короткой дистанции теряет в высоте около 2-х метров. Этот участок местные жители называют «водопадом».
В Постбридже через реку перекинуто два гранитных трехпролетных моста, которые являются памятниками архитектуры и частью «Английского наследия»: средневековый балочный и, пришедший ему на замену в 1772 году, дорожный круглоарочный мост.